# 유로비전 송 콘테스트 2023
유로비전 송 콘테스트 2023은 제67회 유로비전 송 콘테스트였다. 2022년 칼루시 오케스트라(Kalush Orchestra)의 "Stefania" 노래로 콘테스트 우승자인 우크라이나가 러시아의 침공으로 인해 행사를 주최할 수 없게 되면서 영국 리버풀에서 열렸다. 이는 유럽방송연맹(EBU)에 의해 조직되었으며 영국방송공사(BBC)는 우크라이나 공영방송회사(UA:PBC)를 대신하여 호스트 방송사 역할을 했다. 본 대회는 리버풀 아레나에서 열렸으며, 2023년 5월 9일과 11일에 두 번의 준결승전과 5월 13일에 한 번의 결승전으로 구성되었다. 세 개의 라이브 쇼에는 영국 가수 알레샤 딕슨, 영국 여배우 해나 워딩엄, 우크라이나 가수 줄리아 사니나가 선보였다. 아일랜드 TV 발표자 그레이엄 노턴이 결승전에 합류했다.